# Anselmo da Silva
Anselmo Gomes da Silva (ur. 22 marca 1981 w Guarulhos) – brazylijski lekkoatleta specjalizujący się w biegach sprinterskich oraz płotkarskich. Trzykrotny medalista mistrzostw Ameryki Południowej, czterokrotny medalista mistrzostw ibero-amerykańskich, złoty medalista uniwersjady oraz igrzysk Luzofonii, uczestnik igrzysk olimpijskich z Pekinu.

## Przebieg kariery
W 1999 oraz 2000 roku sięgnął po złoty medal mistrzostw kontynentu juniorów, za każdym razem w biegu sztafet 4 × 100 m. Uczestniczył w mistrzostwach świata juniorów w Santiago, na których odpadł w półfinale biegu na 110 m ppł. W 2003 roku wystąpił na halowych mistrzostwach globu, podczas których wziął udział w konkurencji biegu na 60 m ppł i odpadł w eliminacjach. Na uniwersjadzie w Daegu otrzymał złoty medal w konkurencji biegu na 110 m ppł. W 2005 roku uczestniczył w mistrzostwach świata, na których dotarł do półfinału biegu na 110 m ppł i w tej fazie zmagań zajął 4. miejsce w grupie startowej. W tej samej konkurencji rok później zdobył pierwszy w karierze złoty medal mistrzostw ibero-amerykańskich, w 2007 roku zaś wywalczył pierwszy w karierze tytuł mistrza Ameryki Południowej.
Na igrzyskach olimpijskich w Pekinie Brazylijczykowi udało się awansować do ćwierćfinału biegu na 110 m ppł. W tej fazie zmagań uzyskał czas 13,84 plasujący go na 7. miejscu w grupie i 30. (ostatnim) miejscu w gronie wszystkich płotkarzy, tym samym nie zakwalifikował się do półfinału. Po jedynym w karierze olimpijskim starcie wciąż zdobywał medale międzynarodowych imprez lekkoatletycznych w konkurencji biegu na 110 m ppł, między innymi w 2009 roku otrzymał złoty medal igrzysk Luzofonii.

## Osiągnięcia
| Rok     | Zawody                                   | Miasto         | Miejsce | Konkurencja        | Wynik |
| ------- | ---------------------------------------- | -------------- | ------- | ------------------ | ----- |
| 1999    | Mistrzostwa Ameryki Południowej juniorów | Concepción     | złoto   | sztafeta 4 × 100 m | 40,97 |
| 2000    | Mistrzostwa Ameryki Południowej juniorów | São Leopoldo   | złoto   | sztafeta 4 × 100 m | 41,08 |
| 2000    | Mistrzostwa świata juniorów              | Santiago       | 7. SF   | bieg na 110 m ppł  | 14,40 |
| 2002    | Mistrzostwa ibero-amerykańskie           | Gwatemala      | brąz    | bieg na 110 m ppł  | 13,66 |
| 2003    | Halowe mistrzostwa świata                | Birmingham     | 6. H    | bieg na 60 m ppł   | 7,87  |
| 2003    | Uniwersjada                              | Daegu          | złoto   | bieg na 110 m ppł  | 13,68 |
| 2005    | Mistrzostwa świata                       | Helsinki       | 4. SF   | bieg na 110 m ppł  | 13,63 |
| 2006    | Mistrzostwa ibero-amerykańskie           | Ponce          | złoto   | bieg na 110 m ppł  | 13,51 |
| 2006    | Mistrzostwa ibero-amerykańskie           | Ponce          | srebro  | sztafeta 4 × 100 m | 40,52 |
| 2006    | Mistrzostwa Ameryki Południowej          | Tunja          | srebro  | bieg na 110 m ppł  | 13,78 |
| 2007    | Mistrzostwa Ameryki Południowej          | São Paulo      | złoto   | bieg na 110 m ppł  | 13,56 |
| 2007    | Igrzyska panamerykańskie                 | Rio de Janeiro | 5.      | bieg na 110 m ppł  | 13,72 |
| 2007    | Uniwersjada                              | Bangkok        | brąz    | bieg na 110 m ppł  | 13,58 |
| 2007    | Mistrzostwa świata                       | Osaka          | 5. SF   | bieg na 110 m ppł  | 13,53 |
| 2008    | Halowe mistrzostwa świata                | Walencja       | 7. SF   | bieg na 60 m ppł   | 7,94  |
| 2008    | Igrzyska olimpijskie                     | Pekin          | 7. QF   | bieg na 110 m ppł  | 13,84 |
| 2009    | Mistrzostwa Ameryki Południowej          | Lima           | brąz    | bieg na 110 m ppł  | 14,12 |
| 2009    | Igrzyska Luzofonii                       | Lizbona        | złoto   | bieg na 110 m ppł  | 13,97 |
| 2010    | Mistrzostwa ibero-amerykańskie           | San Fernando   | brąz    | bieg na 110 m ppł  | 13,82 |
| Źródło: |                                          |                |         |                    |       |

## Rekordy życiowe
- bieg na 100 m – 10,71 (27 sierpnia 2005, São Paulo; 16 września 2005, São Caetano do Sul)
- bieg na 200 m – 22,14 (24 sierpnia 2002, São Caetano do Sul)
- bieg na 110 m ppł – 13,31 (29 maja 2005, Cochabamba)
- sztafeta 4 × 100 m – 41,75 (4 maja 2010, Mar del Plata)

Halowe
- bieg na 60 m ppł – 7,80 (8 marca 2008, Walencja)

Źródło: 